# قزل-آلای (شهرستان آلای)
قزل-آلای (به لاتین: Kyzyl-Alay) یک روستا در قرقیزستان است که در استان اوش واقع شده‌است. قزل-آلای ۱٬۳۱۰ نفر جمعیت دارد و ۲٬۶۵۴ متر بالاتر از سطح دریا واقع شده‌است.